# 佩羅號潛艇 (1888年)
佩羅號潛艇（Peral）是第一艘成功的全電池供電式潛艇，由西班牙工程師和海員艾薩克·佩羅 為西班牙海軍建造，造於卡拉卡兵工廠（今為巴贊造船廠），是第一艘足以勝任軍事用途的潛艇，1888年9月8日下水。該潛艇有一具魚雷管（和三枚魚雷）和一個空氣再生系統。其船體形狀、螺旋槳、潛望鏡、魚雷管和十字形的外部控制裝置預示了潛艇後來的設計。水下速度為3節。在電池完全充電的情况下，速度超過以往所建造的其他潛艇，電池電量尚未耗盡時，其水下性能（航程除外）能在短時間內達到第一次世界大戰的U型潛艇之水準，例如戰前造於1908年的德國U艇「SM U-9」，在重新浮出水面充電之前，其水下航速為8.1節，水下航程在5.8節下達150公里。雖然佩羅號潛艇在諸多方面相當先進，但缺乏在行進時為電池充電的方法，（如使用內燃機），因此續航力和航程甚受限制。1890年6月，佩羅號潛艇在水下發射了一枚魚雷，它也是第一艘採用完全可靠的水下導航系統的潛艇。然而，西班牙海軍的保守派仍在經過兩年的成功測試的情況下終止該專案。
佩羅號潛艇於1890年退役，目前保存於卡塔赫納海軍博物館。

## 概念

佩羅號的簡介

佩羅號潛艇最早構想於艾薩克·佩羅·卡瓦列羅（Isaac Peral y Caballero）上尉於1884年9月20日所寫的一篇論文，這篇論文後來成為他的潛艇魚雷艇專案 （Proyecto de Torpedero Submarino）。 
佩羅經過多次研究和實驗並獲得了上級和同事的支持後，向西班牙海軍高層介紹了他的想法。1885年9月，他寫了一封信給西班牙海軍部部長佩蘇埃拉·洛博（Pezuela y Lobo）中將。佩蘇埃拉召見佩羅前往馬德里親自面談。面談結束後，佩蘇埃拉同意資助佩羅於加的斯進行的初步研究，為其提供5000比塞塔的初始預算，之後再啟動建造全尺寸潛艇的計劃。

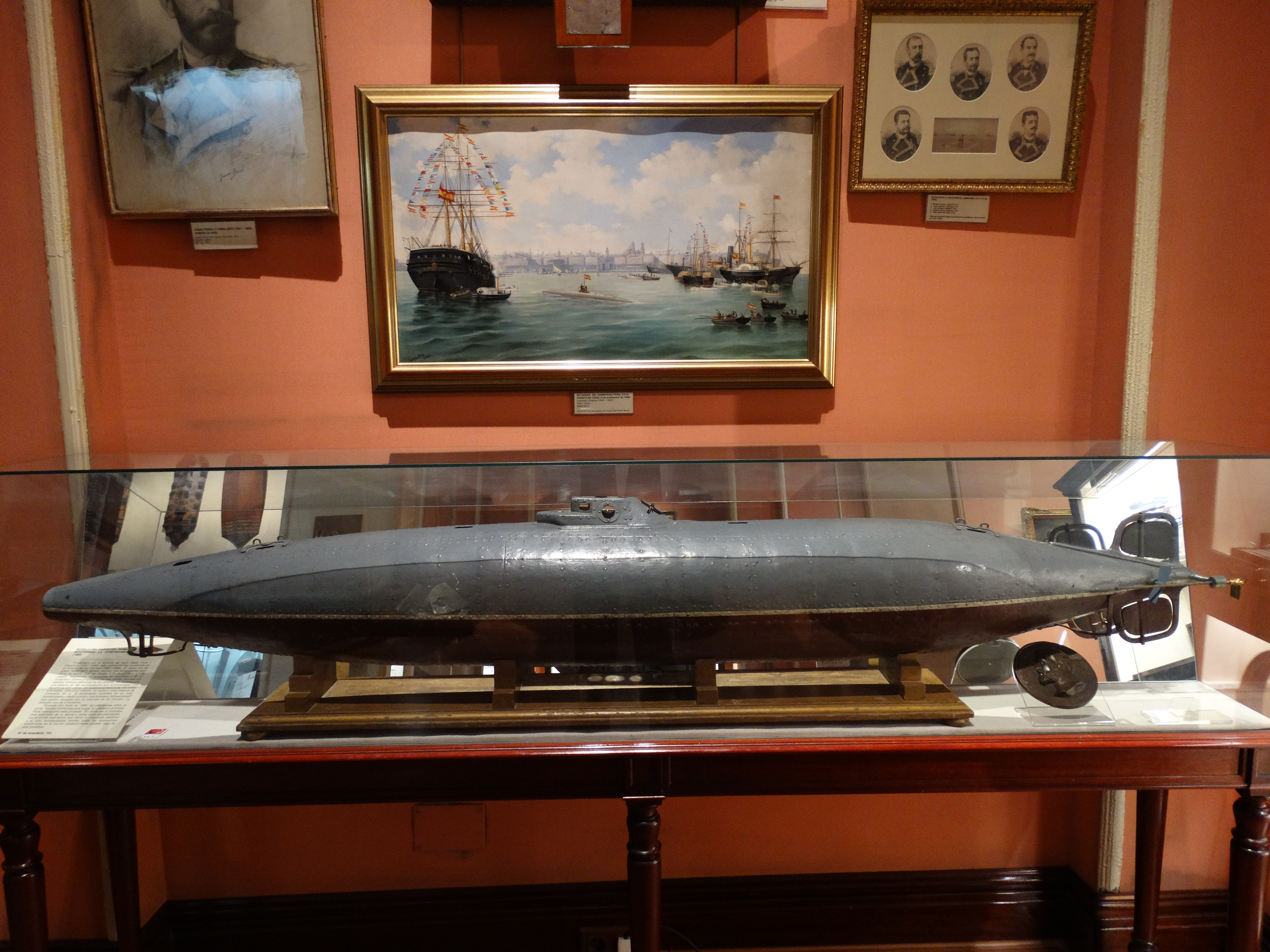
佩羅號模型，現藏於馬德里海軍博物館

第一項研究包括在封閉空間中進行數小時的人類呼吸測試。使用的是 58m2 的房間，附有一個壓縮的空氣儲存單元，容量為 0.5 m3，加壓至79個大氣壓 。除了測量溫度和濕度的儀器外，還使用一根管子可重新供氧給工作人員，另外還透過4毫米的防水斗篷及三個水桶用於保持濕度。六個人把自己鎖在房間裡；其中一個人在一個小時又15分鐘後離開，其餘的人總共待了五個小時，測試被認為是完全成功的。
1886年7月21日，新任海軍部長貝朗格（Beranger）少將決定，該專案將由安特克拉（Antequera）上將負責的海軍技術中心（Centro Técnico de la Armada）審查。安特克拉認為在建造船體和電動引擎之前，需要對致動器進行更全面的研究。他授權佩羅修改所有他認為值得修改的部分，並撥款給佩羅25000比塞塔。
佩羅於1887年3月5日通報，電動馬達或他所謂的「深潛裝置」（depth's device）已準備就緒。3月17日，加的斯總司令弗洛倫西奧·蒙托霍（Florencio Montojo）要求為佩羅的潛艇編制預算。

### 建造

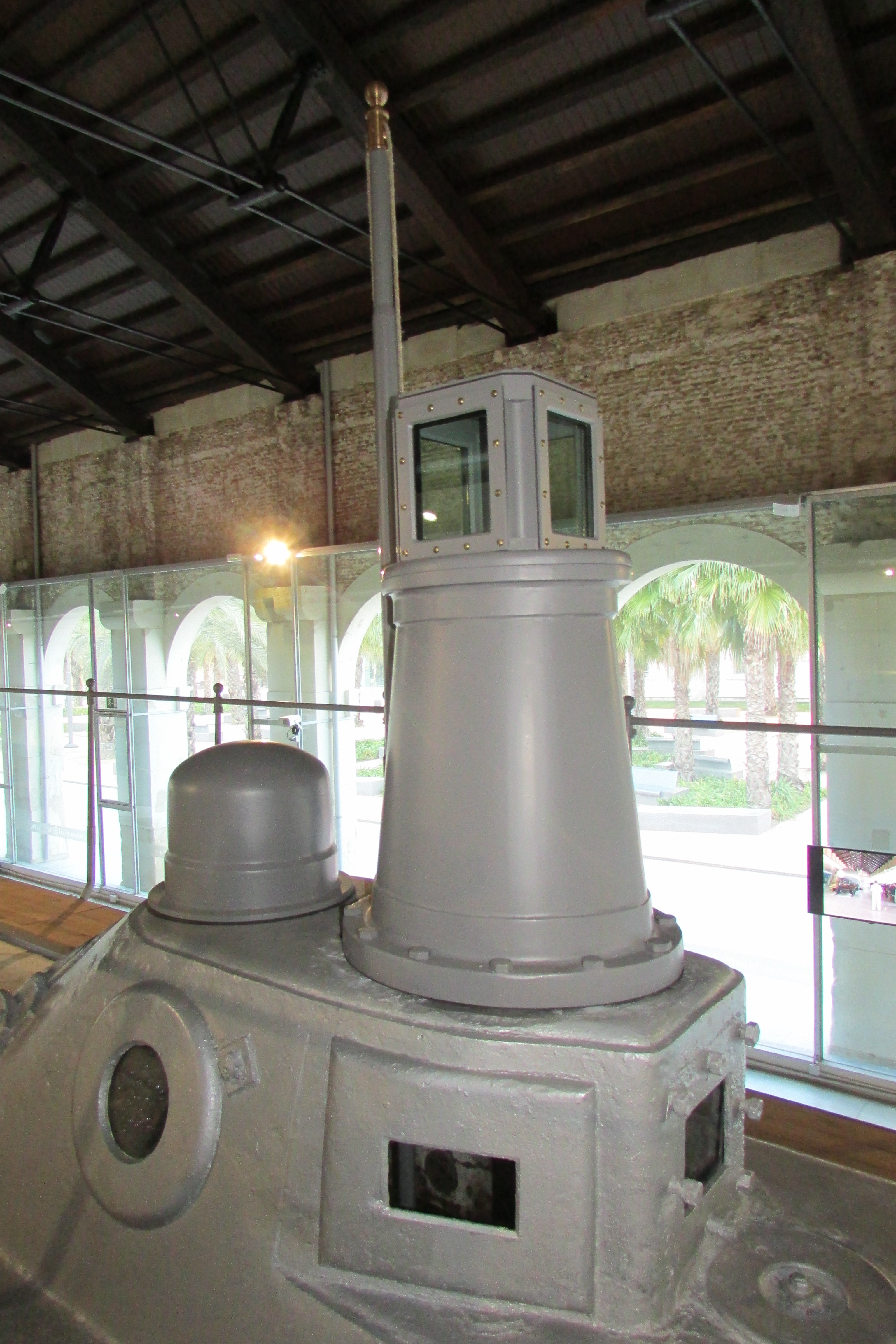
砲塔細節

1887年4月25日，政府終於批准建造潛艇；龍骨於10月7日在卡拉卡兵工廠安放，但直到兩週後才開始建造工作。儘管如此，這艘潛艇已進行了多次修改：佩羅在1885年構想的最初型號為一艘 61 噸的潛艇，長18.8公尺，舷寬2.52公尺，有一台40 shp（30 kW）的單軸電動馬達。建造於1887年的佩羅號潛艇，長度超過22公尺，寬2.87公尺，吃水深度為2.76公尺 ，有兩台30 shp（22 kW）的電動馬達，以齒輪傳動到雙螺旋槳，水面排水量77噸，水下排水量85噸。
潛艇內部的空氣再生是由一台輔助的6 hp（4 kW）引擎所實現，該引擎使空氣通過氫氧化鈉淨化器，消除機組人員呼出的二氧化碳。幫浦還會在需要時注入氧氣。同一台用於循環空氣的引擎也用於驅動艙底水泵。
這艘潛艇是透過所謂的「深潛裝置」下潛，該裝置驅動著位於船體兩端的兩個垂直軸，由兩個4 hp（3 kW）的電動馬達驅動，用於下潛、浮出水面以及在水下保持水平穩定。壓載艙具有8噸的儲存容量，用於穩定潛艇。佩羅為了進行導航，在砲塔的天花板上安裝了一個青銅磁針。這種設計是為了避免任何電磁干擾。他還設計了一個潛望镜，這是固定在砲塔上的管道，藉由使用一系列的棱鏡，將外界的景象投射到潛艇內部。
引擎冷卻系統是將儲存在潛艇內的壓縮空氣強壓在引擎上，雖然最初的計畫需要 430個蓄壓器，但最終計畫安裝了613個，重量為50公斤。蓄電池的總重量約為30噸。
最高速度隨電池的充電情形而變化。電量為四分之一時，潛艇速度能夠達到4.7 kn（8.7 km/h；5.4 mph）, 電量為一半時速度達6.9 kn（12.8 km/h；7.9 mph）, 電量為四分之三時速度達8.9 kn（16.5 km/h；10.2 mph）, 在完全充電的情況下，速度則能夠達到10.9 kn（20.2 km/h；12.5 mph） 。船的航程再次取决于电池电量；佩羅计算出他最初的潛艇航程可達132 nmi（152 mi；244 km）速度可達6 kn（11 km/h；6.9 mph） 。由於行進中無法使用像是內燃機的裝置為電池充電，因此續航力及航程皆受到限制。
佩羅號潛艇的原始特徵之一是水下燈，這使船員能夠搜索海底。探照燈的照明距離为150公尺 。 
這艘潛艇是單殼的，壓載艙位於船體底部，在魚雷發射管下方。這個單一的魚雷發射管是潛艇中唯一的武器，兩端各有兩個防水門，因此潛艇可以在水下發射魚雷。用於重新裝載的機制簡單快捷，潛艇儲備了三枚魚雷。這幾乎與之後潛艇所使用的魚雷發射器相同。為了節省開支，佩羅在試驗期間發射的魚雷是從魚雷艇上借來的，分別來自雷塔莫薩號（Retamosa）及巴塞羅號（Barceló）。

### 試驗

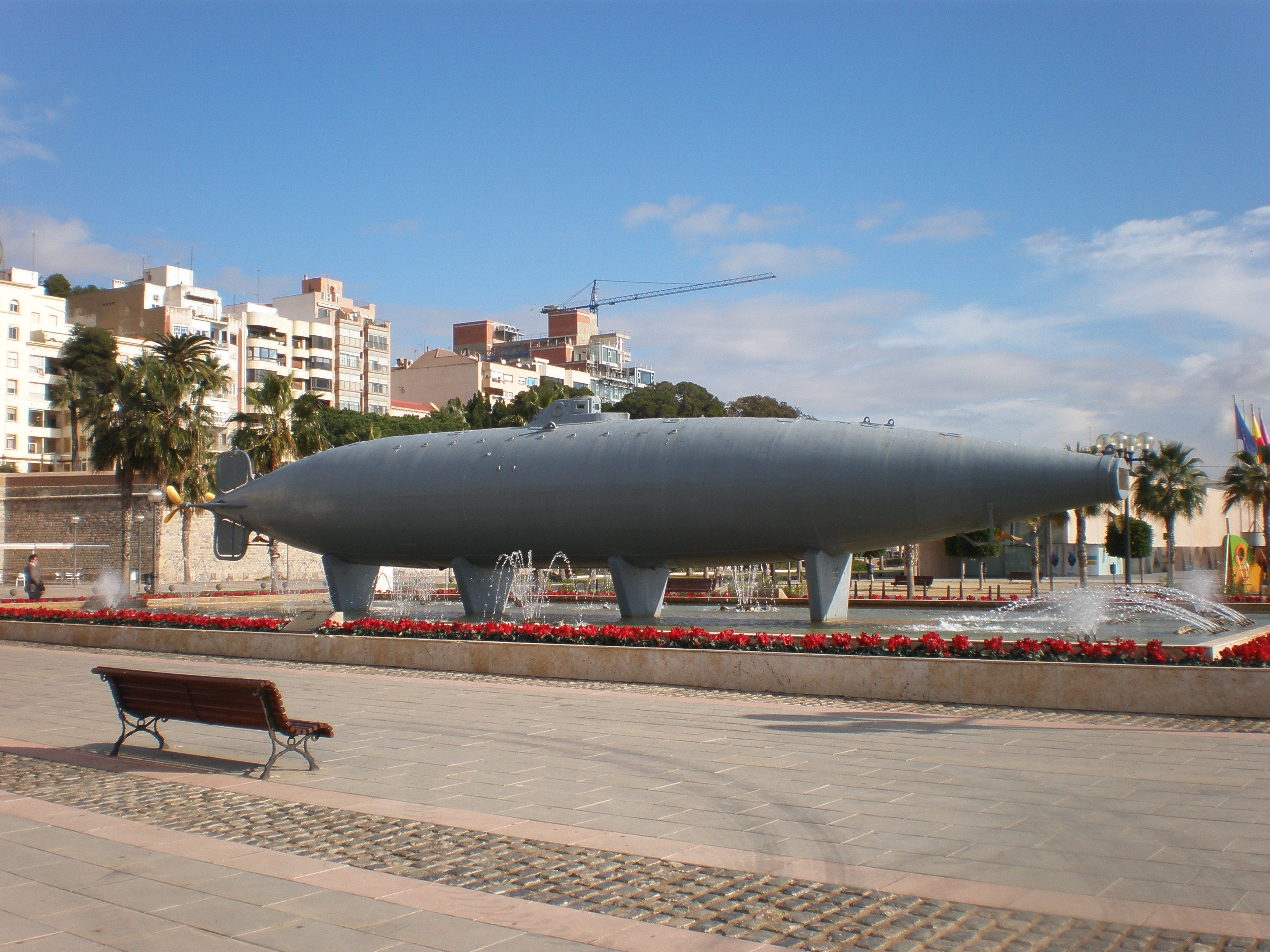
2009年，佩羅號潛艇停放在卡塔赫納港前。

佩羅號潛艇於1888年9月8日下水，比另一艘法國的開創性電動潛艇「電鰻號潛艇」早了16天。佩羅號潛艇於1889年3月6日開始試驗，包括操縱和水面導航。 同年8月7日，首次潛至砲塔的位置；18 天後發射了第一枚試驗魚雷（未裝彈頭）；12 月5 日潛至水下7.5公尺；12月25日通過了第一次非靜態潛水測試，在9.5公尺的穩定深度航行；1890年在水下航行一小時，在試驗中下潛深達30公尺。
同年6月25日，佩羅號潛艇分別在白天和夜晚對克里斯多福·哥倫布號巡洋艦進行了兩次模擬交戰。在白天的試驗中，潛艇無法攻擊巡洋艦，因為光學砲塔在距離巡洋艦不到1000碼處被發現，這艘巡洋艦有200名平民和軍人，他們顯然預料到會看到潛艇，這一事實激怒了艾薩克·佩羅。模擬夜襲則取得成功。對潛艇試驗進行評估的工作人員提交了一份報告，認為潛艇的速度和航程不夠，尤其對潛艇在白天攻擊時的故障及其電動馬達提出了批評。然而報告總體而言是正面的，也訂購了第二艘潛艇，再次由艾薩克·佩羅的指揮，但也由幾個海軍部門管理。佩羅設計了一艘130噸的30公尺潛艇，條件是選擇建造潛艇的船廠和建造團隊。當局未接受這些條件，認為這是佩羅拒絕建造潛艇。最後，他們命令佩羅將潛艇送回建造它的拉卡拉卡船廠。1890年11月11日，一道命令結束了西班牙海軍的水下航行專案。
其他國家的潛艇性能大約十年後才達到類似數據。佩羅號潛艇的速度和續航力達到了第一次世界大戰的標準（在水下、電池供電航行方面）。

### 保存

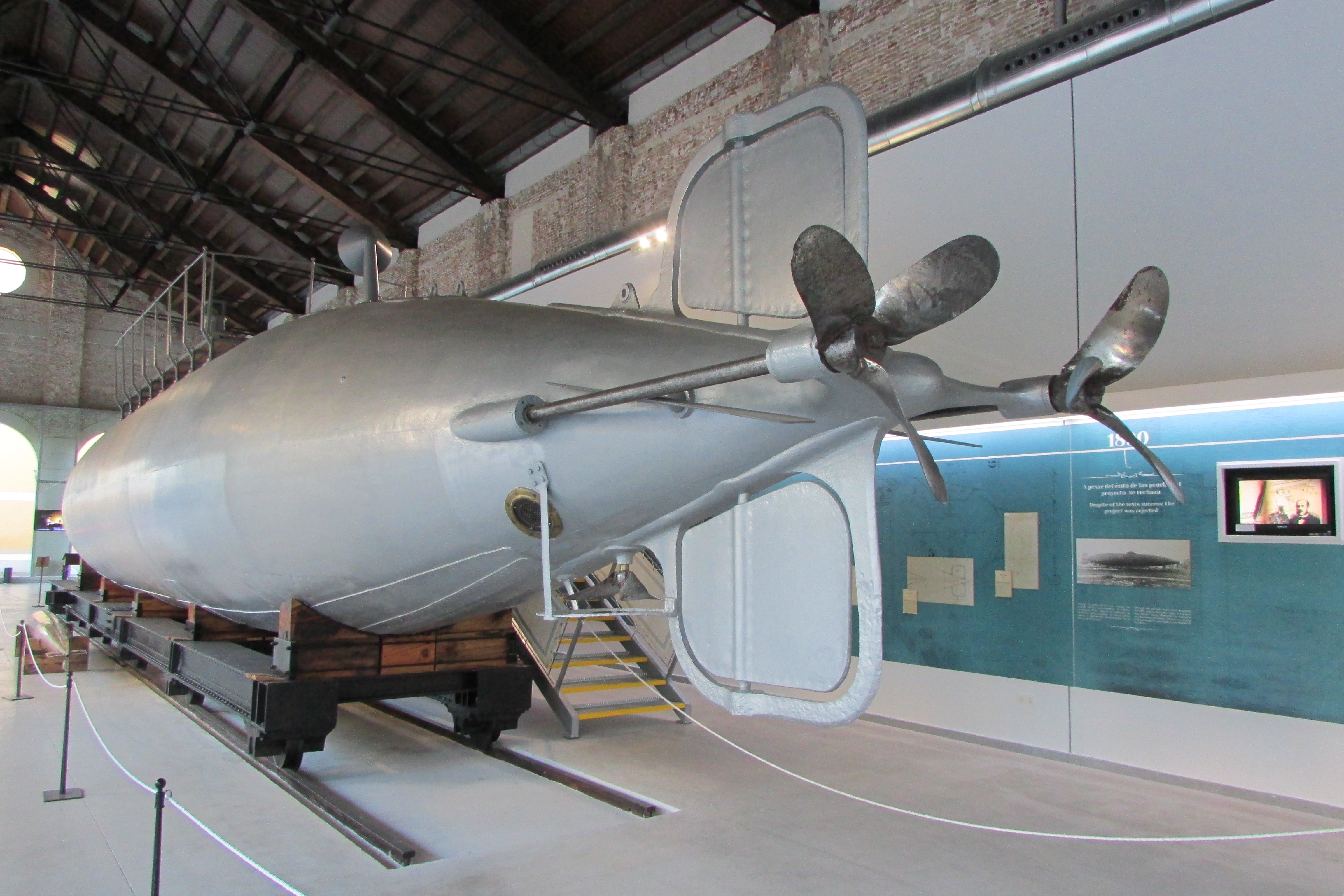
2015年，新卡塔赫納海軍博物館中的佩羅號潛艇。

1890年，佩羅號潛艇退役，設備被拆除，船體被存放在拉卡拉卡兵工廠。1913年被下令拆除但未執行。
1929 年，西班牙潛艦部隊的第一任指揮官馬特奧·加西亞·德洛斯·雷耶斯（Mateo García de los Reyes）上將設法收回船體並將其拖至卡塔赫纳，放在潛艇基地岸上。
1965 年，卡塔赫納當局成功地將船體移至卡維特英雄廣場（Plaza de los Héroes de Cavite）。
2002年遷到卡塔赫纳港前的阿方索十二世廣場（Paseo Alfonso XII）。
2013年， 佩羅號潛艇被修復並遷至卡塔赫納海軍博物館。

## 註記
1. ↑  Humble 1981，第174頁.
2. ↑  Cornwell 1979，第146頁.
3. ↑  elmundo.es. . www.elmundo.es.   [2019-04-28]. （原始内容存档于2023-04-18）.
4. ↑  Delgado 2011，第89頁.
5. ↑  Blackman, Tony. . Casemate Publishers. 2011-12-01  [2023-10-04]. ISBN 978-1-909166-34-9. （原始内容存档于2022-08-21） （英语）.
6. ↑  Ayala Carcedo & Aláez Zazuerca 2001，第492頁.
7. ↑  Almodóvar 2009，第132-134頁.
8. 1 2  Miller 2002，第324頁.
9. ↑  Field 1908，第144頁.
10. ↑  Almodóvar 2009，第137頁.
11. ↑  Almodóvar 2009，第138頁.
12. ↑  .   [25 September 2011]. （原始内容存档于2023-04-10）.
13. ↑  .   [2023-10-04]. （原始内容存档于2015-03-20）.

## 延伸閱讀
- Gardiner, Robert; Gray, Randal. . London: Conway Maritime Press. 1985: 380. ISBN 0-85177-245-5.
- Rodríguez González, Agustín Ramón. . EDITUM. 1 January 1993  [30 June 2013]. ISBN 978-84-87529-21-4 （西班牙语）.
- Pérez de Puig, Erna. . Madrid: Industrias Gráficas. 1989. ISBN 9788440444035 （西班牙语）.

## 外部連結
- Submarino Peral （页面存档备份，存于）
- 维基共享资源上的相關多媒體資源：佩羅號潛艇
- Morales, Manuel. . cultura.elpais.com. 30 June 2013  [30 June 2013]. （原始内容存档于2013-07-02） （西班牙语）.
- Sidoli, Osvaldo. . histarmar.com.ar. 2011  [30 June 2013]. （原始内容存档于2023-04-10） （西班牙语）.
- Sanahuja, Vicente. . vidamaritima.com. 26 November 2010  [29 June 2013]. （原始内容存档于28 June 2013） （西班牙语）.